# Greg Gagne
Gregory A. “Greg” Gagne (27 de julio de 1948) es un luchador profesional retirado estadounidense y es hijo de Verne Gagne. Trabajó principalmente para la American Wrestling Association. 
Entre sus logros destacan haber conseguido dos veces el Campeonato Mundial en Parejas de la AWA junto con Jim Brunzell. También tuvo dos reinados como Campeón International de la Televisión de la AWA.

## Biografía
Nació el 27 de julio de 1948 en Robbinsdale, Minnesota. En 1978 se casó con María Graiziger con quien tiene dos hijos y una hija. El 2 de diciembre de 2002 se emitió una orden de arresto por conducta inapropiada con un estudiante cuando era maestro y entrenador en Cretin-Derham Hall High School en St. Paul, Minnesota. 
El 30 de abril de 2006, se anunció que Gagne trabajaría en la World Wrestling Entertainment como agente vial, a partir de Backlash. También trabajó en el territorio de desarrollo de la WWE, Ohio Valley Wrestling. Más tarde dejó de trabajar para la WWE. En la actualidad trabaja como gerente de ventas de una tienda de autos. Además, en abril de 2009, Gagne abrió una escuela de lucha libre profesional con Jim Brunzell y Buck Zumhofe.

## Carrera

### American Wrestling Association (1972-1991)

#### 1972 – 1983
Gagne comenzó luchando en la promoción de su padre, la American Wrestling Association. Gagne formó un equipo llamado ”The High Flyers” junto con Jim Brunzell ganando los Campeonatos Mundiales en Parejas de la AWA en julio de 1977 derrotando a Dumcan y Lanza. Los High Flyers defendieron con éxito sus títulos tanto en la revancha contra los excampeones que contra otros luchadores de la promoción. Luego de casi 15 meses fueron despojados de los títulos en parejas debido a una lesión de Brunzell. Recuperaron los títulos en junio de 1981 al derrotar a The East-West Connection (pareja conformada por Adrian Adonis y Jesse Ventura). Lograron retener los títulos por poco más de dos años antes de perderlos contra Ken Patera y Jerry Blackwell el 26 de junio de 1983. Aunque tuvieron varias oportunidades de conseguir por tercera vez los campeonatos, nunca lo lograron. Se separaron al poco tiempo después, Gagne y Jim empezaron a pelear individualmente mientras hasta que Jim se va a la World Wrestling Federation en 1985.

#### 1984 – 1986
Gagne tuvo un feudo con Sheik Adnan Al-Kaissie's el cual era mánager de King Kong Brody. El feudo hizo que Verne Gagne volviera de su semi-retiro para participar en una serie de peleas. Este feudo consiguió atraer la atención de los fanes y antes de que se pudiera explotar más, Brody dejó la promoción. Luego tuvo un feudo contra Curt Henning, Ron Garvin y Larry Zbyszko y revivió brevemente su feudo contra Adnan Al-Kaissie's.

#### 1987 - 1989
En diciembre de 1987, la American Wrestling Association crea el Campeonato Internacional de la Televisión. Gagne derrotó a Adrian Adonis en la final del torneo coronándose como el primer campeón. En septiembre de 1988 Gagne perdió el título ante Ron Garvin pero lo recuperó el 13 de diciembre del mismo año.
Después de Superclash III, Jerry Lawler fue despojado del título mundial (Lawler finalmente abandonó la AWA). Se decidió entonces que el nuevo campeón se determinaría en una batalla real en febrero de 1989. Muchos fanes esperaban que el ganador fuera Gagne o Sgt. Slaughter pero una gran sorpresa se llevaron cuando los dos fueron eliminados. La multitud se sorprendió más aún cuando vieron que el ganador y nuevo campeón fue Larry Zbyszko. Gagne desafió a Zbyszko por el título en War in the Windy City, pero no tuvo éxito. En ese mismo año, Sheik Adnan Al-Kaissie's atacó a Verne Gagne mientras este daba una entrevista. Como resultado, gagne prestó su atención en contra de Adnan y un joven Kokina Maximus. La carrera de Gagne terminó mientras peleaba por la vacante del Campeonato en Parejas de la AWA. Gagne y Paul Diamond se enfrentaron contra The Destruction Crew en la final de un torneo cuando Adnan y Kokina interfirieron y atacaron a Gagne lesionándolo de la pierna y rodilla. Gagne se retiró debido a la lesión pero continuó trabajando en la cabina de transmisión y en la producción. Luego, se alió con Jerry Blackwell para vengarse de Adnan y Kokina pero el encuentro nunca se produjo.

#### 1990 – 1991
Después de las renuncias de talentos y de una desastrosa Team Challenge Series, la AWA quedó inactiva a finales de 1990. Greg y Verne Gagne intentaron revivir la AWA en mayo de 1991 pero no tuvieron éxito. Gagne se asoció con Wahoo McDaniel para pelear contra The Destruction Crew en el último show de la AWA en mayo de 1991. Después la AWA cerró para siempre.

## En lucha
- Movimientos finales
  - Gagne Sleeper
- Movimientos de firma
  - Indian Deathlock

## Campeonatos y logros
- American Wrestling Association
  - AWA International Television Championship (2 veces)
  - AWA World Tag Team Championship (2 veces) con Jim Brunzell
- Pro Wrestling Illustrated
  - Equipo del año (1982) con Jim Brunzell[1]
  - Situado en el Nº282 en los PWI 500 de 1991[2]
  - Situado en el Nº158 dentro de los 500 mejores luchadores de la historia - PWI Years, 2003
  - Situado en el Nº49 dentro de los 100 mejores equipos - PWI Years 2003